# Бад Спенсер

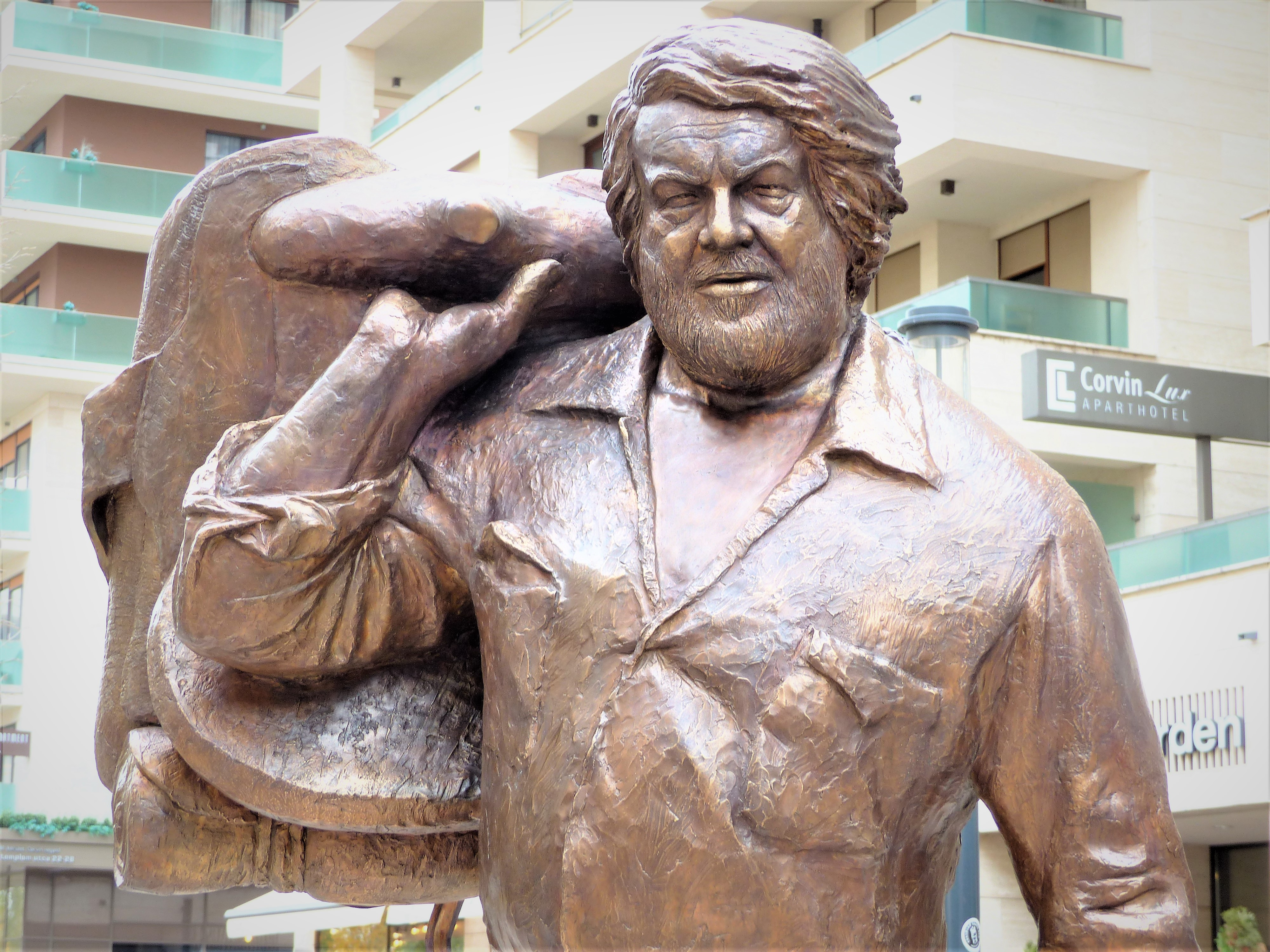
Фрагмент памятника Баду Спе́нсеру в Будапеште

Бад Спе́нсер (англ. Bud Spencer, наст. имя Ка́рло Виченте Педерсо́ли, итал. Carlo Vicente Pedersoli;  31 октября 1929[…], Неаполь, Королевство Италия — 27 июня 2016[…], Рим) — итальянский актёр, сценарист, продюсер и композитор. Спортсмен, неоднократный чемпион Италии по плаванию. Особенно известен по фильмам в жанре «спагетти-вестерн» в паре с Теренсом Хиллом.

## Биография

### Детство и юношество
Родился в Неаполе в семье фабриканта. Два года спустя рождается его сестра. В 1935 году Педерсоли идет в школу, в 1937 начинает заниматься плаванием. В 1940 году переезжает вместе с семьей в Рим, где поступает в гимназию и записывается в секцию плавания. В 1946 году заканчивает учёбу и поступает в университет на факультет химии. Однако, получить высшее образование ему не позволили обстоятельства, так как семья снова переезжает — на этот раз в Латинскую Америку. Там он работал на конвейере в Рио-де-Жанейро, библиотекарем в Буэнос-Айресе, секретарём итальянского посольства в Уругвае.

### Плавание и водное поло
В 1948 году вернулся в Италию и поступает на юридический факультет университета. Не перестаёт заниматься спортом и становится чемпионом Италии по плаванию вольным стилем. Педерсоли стал первым итальянцем, проплывшим 100 метров быстрее, чем за минуту. Побеждал на чемпионате Италии семь лет подряд.
На чемпионате Европы 1950 года занял 5-е место на дистанции 100 метров и 4-е место в составе эстафеты 4×200 метров. На Средиземноморских играх 1951 года завоевал серебро на дистанции 100 метров вольным стилем с результатом 59,7 сек и в комбинированной эстафете 3×100 метров. В 1952 году принимал участие в летних Олимпийских играх в Хельсинки, на дистанции 100 метров вольным стилем выбыл на стадии полуфинала. На Олимпийских играх 1956 года в Мельбурне также выступал на дистанции 100 метров вольным стилем и выбыл в полуфинале. 
Также выступал в водном поло, в 1954 году стал чемпионом Италии в составе «Лацио», а в 1955 году выиграл золото Средиземноморских игр в составе сборной Италии.
В 1957 году завершил свою спортивную карьеру. В 2005 году Итальянская федерация плавания наградила Спенсера премией «Золотой кайман» (Caimano d'oro).

### Семья
В 1960 году Карло Педерсоли возвращается в Рим и женится на Марии Амато (итал. Maria Amato, 1923). Они познакомились за 15 лет до свадьбы. В 1961 году на свет появляется их сын Джузеппе, спустя год — дочь Кристиана, в 1972 году вторая дочь — Диаманте.

### Смерть
Умер в возрасте 86 лет 27 июня 2016 года в Риме. Сын актёра Джузеппе заявил, что отец «умер без боли в присутствии своей семьи, последним словом его было 'grazie' (спасибо)».

## Музыка
Между 1960 и 1964 годами работал композитором на студии звукозаписи RCA, писал песни для других певцов (в том числе для Риты Павони) и даже проводил небольшие гастроли, аккомпанируя себе на гитаре. В 1964 году, после смерти тестя, Педерсоли расторгает контракт с RCA и открывает небольшую киностудию, на которой снимает документальные фильмы о животных для итальянского телеканала RAI.

## Кино
Впервые Педерсоли появился на экране в 1951 году статистом в роли римского легионера в фильме «Камо грядеши». В 1967 году, благодаря связям жены, получает предложение от Джузеппе Колиззи сняться в серьёзном вестерне «Бог простит… Я — нет!» (итал. Dio perdona... Io no!), в котором он встречает своего будущего напарника по фильмам Теренса Хилла. Позже, когда спагетти-вестерны станут популярными, этот фильм будет переименован и заново синхронизирован, превратившись в комедию.
Свой псевдоним Карло выбрал в честь любимого актёра Трейси Спенсера (отсюда фамилия «Спенсер»). Имя же, по одной из версий, он выбрал из-за любимой марки пива — Budweiser. По другой, имя происходит от американского разговорного «buddy» (дружище).

## Политика
В 2005 году Педерсоли претендовал на пост председателя правительства региона Лацио от партии «Вперёд, Италия», но не прошёл из-за плохих показателей партии Сильвио Берлускони.

## Награды
- 1975: Бэмби
- 1978: Кинопремия «Юпитер»
- 1979: Кинопремия «Юпитер»
- 1990 и 1996: Премия имени Франсуа Трюффо François Truffaut Award

## Фильмография
- 2010 — I delitti del cuoco (сериал) — Карло Банчи
- 2007—2009 — Убийства — мой конек, дорогая / Mord ist mein Geschäft, Liebling — Пепе
- 2005 — Padre Speranza — отец Сперанца
- 2003 — Cantando dietro i paraventi — капитан
- 2002 — Tre per sempre — Бопс
- 2000 — Hijos del viento — Квинтеро
- 1997 — Al limite (English title: To the Limit) — Элорца
- 1997 — Фейерверк (Fuochi d’artificio) — слепой певец
- 1997 — Noi siamo angeli (English title: We are Angels) — Oрсo
- 1994 — Botte di Natale — Moзес
- 1990—1993 — Extralarge (сериал) — Джек Костелло
- 1988—1989 — Big man (сериал) — Джек Клементи
- 1986 — Superfantagenio (USA title: Aladdin) — Гений
- 1985 — Суперполицейские из Майами / Miami Supercops — Стив Форест
- 1984 — Double Trouble / Non c'è due senza quattro — Грег Вондер / Aнтонио Коибра
- 1983 — Всегда готовы / Nati con la camicia — Дуг O’Риордан
- 1982 — Bomber — Бад Грациано
- 1982 — Banana Joe — Банановый Джо
- 1982 — Cane e gatto / Cat and Dog — сержант Паркер
- 1981 — Найдешь друга — найдешь сокровище / Chi trova un amico, trova un tesoro / A friend is a treasure — Чарли O’Брайен
- 1981 — Occhio alla penna / Buddy goes West) — Бадди
- 1980 — Chissà perché… capitano tutte a me / Everything Happens to Me — шериф Хэлл
- 1979 — Io sto con gli ippopotami / I’m for the Hippopotamus — Toм
- 1979 — Громила в Египте Piedone d’Egitto / Flagfoot in Egypt — инспектор Риццо
- 1979 — Sceriffo extraterrestre — poco extra e molto terrestre / The Sheriff and the Satellite Kid — шериф Скотт
- 1978 — Орёл или решка / Pari e dispari — Чарли Фирпo
- 1978 — Lo chiamavano Bulldozer / Uppercut — Бульдозер
- 1978 — Громила в Африке / Piedone l’africano / Knock-Out Cop — инспектор Риццо
- 1977 — Charleston — Чарльстон
- 1976 — «Солдат удачи[англ.]» / Il Soldato di ventura / Soldier of Fortune — Этторе Фьерамоска
- 1976 — Борцы с преступностью (оригинальное название: I Due superpiedi quasi piatti) англ. Crime Busters) — Вилбур Волш
- 1975 — Громила в Гонконге / Piedone a Hong Kong / Flatfoot in Hong Kong — инспектор Риццо
- 1974 — Altrimenti ci arrabbiamo / Watch Out, We’re Mad — Бен
- 1974 — Подставь другую щёку Porgi l’altra guancia / Turn the Other Cheek — отец Педро
- 1973 — По прозвищу Громила Piedone lo sbirro/ A Fistful of Hell — инспектор Риццо
- 1973 — Anche gli angeli mangiano fagioli / Even Angels Eat Beans — Чарли Смит
- 1972 — Una Ragione per vivere e una per morire / A Reason to Live, a Reason to Die — Эли Сэмпсон
- 1972 — Si può fare… amigo / Bulldozer Is Back Amigo — Хирам Кобурн
- 1972 — Давайте, ребята / Più forte, ragazzi / All the way boys — Салюд
- 1972 — Torino nera / Black Turin — Розарио Рао
- 1971 — Четыре мухи на сером вельвете / 4 mosche di velluto grigio — Годфри
- 1971 — Меня всё ещё зовут Троица / …continuavano a chiamarlo Trinità — Годфри'
- 1971 — Чёрный корсар / Il Corsaro Nero — Череп
- 1970 — Меня зовут Троица / Lo chiamavano Trinità — Малыш
- 1969 — La Collina degli stivali / Boot Hill — Хатч Бисси
- 1969 — Армия пяти /Un Esercito di cinque uomini / The Five Man Army — Meсито
- 1969 — Dio è con noi / Crime of Defeat — сапрал Елинек
- 1968 — Козырной туз / I Quattro dell’Ave Maria — Хатч Бисси
- 1968 — По ту сторону закона / Al di là della legge / Beyond the law — Джеймс Купер
- 1968 — Oggi a me… domani a te! / Today it’s me — O’Баннион
- 1967 — Бог простит… Я — нет! / Dio perdona… Io no! — Хатч Бисси

Под именем Карло Педерсоли:
- 1959 — Ганнибал / Annibale — Рутарио
- 1957 — Прощай, оружие / A Farewell to Arms — карабинер
- 1957 — Cocco di mamma, Il (English title: Mamma’s boy) — Оскар
- 1955 — Герой нашего времени / Un Eroe dei nostri tempi (English title: A hero of our times) — Фернандо
- 1954 — Люди-торпеды / Siluri umani — Магрини
- 1951 — Камо грядеши / Quo Vadis — Легионер